# Adelphohemerobius
Adelphohemerobius is een geslacht van insecten uit de familie van de bruine gaasvliegen (Hemerobiidae), die tot de orde netvleugeligen (Neuroptera) behoort.

## Soorten
Deze lijst is mogelijk niet compleet.
- A. anomalus (Gonzalez Olazo, 1993)
- A. enigmaramus Oswald, 1994